# John Easton (Politiker)
John Easton (* 1624 in England; † 12. Dezember 1705 in Newport, Rhode Island) war ein englischer Politiker. Er fungierte als Vizegouverneur und Gouverneur der Colony of Rhode Island and Providence Plantations.

## Frühe Jahre
John Easton, Sohn von Mary Kent und Nicholas Easton, einem Präsidenten und Kolonialgouverneur der Colony of Rhode Island and Providence Plantations, wurde während der Regierungszeit von Jakob I. geboren. Die Taufe fand am 19. Dezember 1624 in der Pfarrkirche St. Ethelfriede in Romsey in der Grafschaft Hampshire statt. Seine Mutter verstarb 1630 kurz nach der Geburt und dem Tod ihres vierten Kindes. Im Alter von neun Jahren, Ende März 1634, ging er zusammen mit seinem Vater und seinem älteren Bruder Peter, dem einzigen noch lebenden Geschwister, in Southampton an Bord der Mary & John. Das Ziel war die Massachusetts Bay Colony in Neuengland. Die Familie ließ sich dort zuerst in Ipswich und dann in Newbury nieder. In Newbury wurde sein Vater ein Anhänger der regimekritischen Geistlichen John Wheelswright und Anne Hutchinson. Am 20. November 1637 war sein Vater einer der drei Ältesten in Newbury, welche für ihre Unterstützung dieser Geistlichen entwaffnet wurden. Im März 1638 verließ er mit seiner Familie die Kolonie, da sie verbannt wurden. Die Familie zog nach Winnecunnet, heute Hampton (New Hampshire), wo sie kurze Zeit später auch verbannt wurden. Ende 1638 ließen sie sich mit anderen Anhängern von Anne Hutchinson in Portsmouth auf Aquidneck Island in der Narragansett Bay nieder.

## Colony of Rhode Island and Providence Plantations
John Easton zog mit seinem Vater und anderen 1639 an die Südspitze von Aquidneck Island, wo sie die Siedlung Newport gründeten. Er verbrachte dort den Rest seines Lebens. 1653, noch keine 30 Jahre alt, begann Easton seine öffentliche Laufbahn, welche mehr als vier Jahrzehnte andauern sollte. Easton wurde in diesem Jahr zum Attorney General für die Inselstädte Portsmouth und Newport gewählt. 1654 wurde er ein Kommissar in Newport und 1655 Freeman in Newport. Easton wählte man 1656 zum Attorney General für die ganze Kolonie – ein Posten, welchen er insgesamt 16 Jahre lang bekleidete. In den Folgejahren hielt er zusätzlich andere Ämter. 1665 wurde er Abgeordneter und 1666 diente er seine erste von 18 Amtszeiten als Assistant.
Easton wurde 1674 zum Vizegouverneur der Kolonie gewählt. William Coddington war Kolonialgouverneur zu jener Zeit. Easton bekleidete zwei einjährige Amtszeiten und wurde 1676 während des King Philip’s Wars durch den militärisch erfahrenen John Cranston abgelöst. Während seiner Zeit als Vizegouverneur schrieb Easton 1675 folgenden Bericht über den Indianerkrieg: A True Relation of what I know & of Reports & my Understanding concerning the Beginning & Progress of the War now between the English and the Indians. Im Folgejahr war er Mitglied eines Kriegsgerichts in Newport, welcher die Mittäterschaft von einigen Indianern während des King Philip’s War verhandelte.
Der Zeitraum zwischen 1676 und 1681 war eine von wenigen Zeitabschnitten, wo Easton kein öffentliches Amt bekleidete. In den 1680er Jahren hielt er dann die ganze Zeit hindurch den Posten als ein Assistant. Im Januar 1690, nach der dreijährigen Regentschaft von Edmund Andros über alle Neuenglandkolonien, war er einer der Assistants, der einen Brief an die neuen englischen Monarchen schrieb, Maria II. und Wilhelm III. Er gratulierte ihnen zu ihrer Thronbesteigung und informierte sie darüber, dass Andros in Rhode Island ergriffen und in die Massachusetts Bay Colony zwecks Haftunterbringung zurückgebracht wurde.

## Gouverneurszeit

### Wahlen von 1690
Bei den Wahlen im Mai 1690 waren alle Mitglieder der General Assembly anwesend. Die königliche Satzung wurde öffentlich verlesen, wie es vor Andros der Fall war. Der alte Henry Bull wurde zum Kolonialgouverneur gewählt. Er lehnte aber den Posten ab. Daraufhin wählte man Easton zum Kolonialgouverneur und John Greene zum Vizegouverneur. Der Rhode Island Historiker und Vizegouverneur Samuel G. Arnold beschrieb diese Zeit folgendermaßen:

“The first grand period of Rhode Island history, the formation period, had now ended. An era of domestic strife and outward conflict for existence, of change and interruption, of doubt and gloom, anxiety and distress, had almost passed. The problem of self government was solved, and a new era of independent action commenced, which was to continue unbroken for an entire century, until her separate sovereignty should be merged in the American Union, by the adoption of the federal constitution; and her royal charter, the noble work of her republican founders, was never again to be interrupted, not even by the storm of revolution, until the lapse of more than a century and a half had made its provisions obsolete.”

### Krieg mit Frankreich
Der Gouverneur, der Vizegouverneur und die Assistants waren davon ausgenommen irgendeine Kolonialsteuer zu bezahlen wegen ihrer Auslagen, die sie während ihrer Amtszeiten leisteten und der Tatsache, dass sie kein Gehalt erhielten. Easton hielt den Posten als Gouverneur fünf Jahre lang. Seine Amtszeit fiel in die Zeit, wo England und seine Verbündeten einen neunjährigen Krieg mit Frankreich führten. Der Krieg erfasste auch Neuengland, welcher dort als King William’s War bekannt war. Briefe von anderen Kolonien erreichten während dieser Zeit Rhode Island, die um Truppen baten. Die Antwort war gewöhnlich die gleiche: die Kolonie braucht durch ihre exponierte Lage die Männer zu Hause. Trotzdem stimmte die General Assembly im Oktober 1690 zu 300 Pfund Sterling zu erheben zwecks Fortsetzung des Krieges. Die Kolonie bestand zu jener Zeit aus neun Towns: Providence, Portsmouth, Newport, Warwick, Westerly, Jamestown, New Shoreham (Block Island), Kings Town und East Greenwich. Jede Town wurde nach ihrer Größe besteuert. Die Legislative kümmerte sich auch um die Immobilienbewertung, da in der Vergangenheit das Schätzprinzip zum Einsatz kam. Außerdem führte man die Besteuerung des Schiffsverkehrs ein. Bei jedem Schiff aus einer anderen Kolonie, welches Newport anlief, um seine Ladung dort zu löschen, wurde eine Steuer auf die Güter erhoben.
Während der Krieg eine große Belastung für die Kolonisten war, ergab sich im Juli 1690 ein Lichtblick. Da die Kolonien kontinuierlich durch französische Freibeuter heimgesucht wurden, entschied man sich für einen Feldzug gegen sie. Dafür wurden zwei Slups mit 90 Mann Besatzung unter dem Kommando von Captain Thomas Paine von Newport ausgeschickt, um den Feind anzugreifen. Paine näherte sich fünf Schiffen in der Nähe von Block Island, sandte einige Männer an Land, um eine französische Landung zu verhindern, und lief dann in seichtes Wasser, um einer Einkesselung zu entgehen. Ein Gefecht am späten Nachmittag folgte, welches bis Einbruch der Dunkelheit andauerte. Als sich die Franzosen zurückzogen, verloren sie über die Hälfte ihrer Männer, während Paine nur einen Mann verlor und sechs verwundet wurden. Die Menschen in der Kolonie waren dadurch inspiriert. Dies war der erste Sieg für Rhode Island auf offenen Meer. Die französischen Freibeuter machten weiterhin die Meere unsicher, indem sie die kolonialen Schiffe kaperten. Als Folge davon kam es zu einer Sondersession der General Assembly, welche strikte Maßnahmen zu Steuererhöhung erhob, aber noch nicht einkassierte.

### Andere Belange
Im Oktober 1691 wurde die ordentliche Session der General Assembly in Providence im Haus von John Whipple abgehalten, dem Bruder von Colonel Joseph Whipple. Ungefähr ein Jahr bevor die General Assembly in Newport wieder zusammentraf, brachen auf der Insel die Pocken aus. Dabei handelte es sich um einen besonders ansteckenden Stamm.

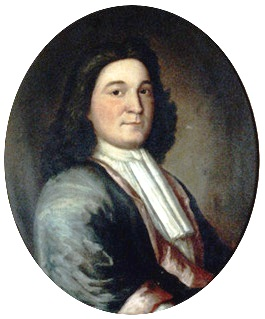
William Phips

Am 7. Oktober 1691 schloss sich die Massachusetts Bay Colony mit der Plymouth Colony unter einer königlichen Satzung zusammen mit William Phips als Kolonialgouverneur. Im Folgejahr teilte Phips der Kolonie von Rhode Island mit, dass er zum Commander-in-Chief über alle Milizen und andere Truppen in den Neuenglandkolonien zu Wasser und zu Land ernannt wurde. Dies war ein direkter Widerspruch zu den königlichen Satzungen von Rhode Island und Connecticut. Captain Christopher Almy wurde daraufhin nach England wegen dieser Angelegenheit gesandt, um dort darzulegen, dass nach der königlichen Satzung von 1663 die Truppen nur unter der Kontrolle der Kolonie stehen konnten, sowie andere Angelegenheiten betreffend der Kolonie von Rhode Island zu klären. Die Entscheidungen fielen alle zu Gunsten von Rhode Island. Die Kolonie von Rhode Island würde in Friedenszeiten die volle Kontrolle über ihre Milizen haben, während der Kriegszeit hingegen es ein Kontingent stellen müssen, wie die gesamten Kolonien. Im Rahmen dieses Kontingents stellte Rhode Island damals 48 Mann, welche in den Dienst unter Kolonialgouverneur von New York gesandt wurden.
Ein weiterer Punkt in Eastons Amtszeit als Kolonialgouverneur betraf in hohen Maße die Massachusetts Bay Colony, weitete sich aber nicht auf Rhode Island aus. Es war die Zeit der Hexenverfolgung. Im Gesetzbuch von Rhode Island erscheint dieser Strafbestand ebenfalls, es fand hier aber niemals eine Strafverfolgung statt. Der Historiker Samuel Greene Arnold schrieb:

“The people of this colony had suffered too much from the superstitions and the priestcraft of the Puritans, readily to adopt their delusions, and there was no State clergy to stimulate the whimsies of their parishioners. More important matters to them than the bedevilment of their neighbors engrossed their whole attention.”

Die Kompetenzstreitigkeiten mit der Colony of Connecticut dauerten fort. Im Mai 1692 erreichte ein Brief den Kolonialgouverneur Easton, der einen weitaus freundlicheren Ton aufwies, als frühere Korrespondenz. Seine Rückantwort fiel in der gleichen Art aus. Eine neue Zeit wurde nun zwischen zwei rivalisierenden Kolonien eingeläutet, was die Siedler beider Kolonien erfreute.

## Tod
Nach dem Ende seiner Amtszeit als Kolonialgouverneur 1695 ging Easton in Newport Privatgeschäften nach, wo er am 12. Dezember 1705 verstarb. Easton wurde auf dem Coddington Cemetery an der Farewell Street in Newport beigesetzt, wo auch mehrere andere Kolonialgouverneure beerdigt wurden. Er war der letzte Kolonialgouverneur von Rhode Island, welcher von der Massachusetts Bay Colony ins Exil geschickt wurde.

## Familie
Easton heiratete 1661 Mehitable Gaunt (oder Gant), Tochter von Lydia und Peter Gaunt aus der benachbarten Plymouth Colony. Das Paar bekam 5 Kinder und mindestens 17 Enkel. Sie waren keine 13 Jahre verheiratet, als Mehitable Ende 1673 verstarb. Nach dem Tod seiner ersten Ehefrau heiratete er eine Frau namens Alice, mit der er aber keine Kinder hatte.

## Trivia
Der Historiker Thomas W. Bicknell beschrieb Easton folgendermaßen:

“Governor Easton was one of the best qualified and most efficient of Colonial governors. His knowledge of the history of the Colony was complete, his judicial ability was tempered by long experience and careful study, and his great activity and energy, mental and physical, partook of the quality of men at life’s meridian. Weakness in policy or vacillation in opinion found no lodgment in Governor Easton’s administration.”